# HMS Utö (A261)
HMS Utö (A261) var ett trängfartyg inom den svenska marinen som sjösattes 1973. Hon var i tjänst mellan 1989 och 2003.

## Historia
HMS Utö tillhörde senast 42. minröjningsdivisionen vid 4. sjöstridsflottiljen som har Berga örlogsbas i Stockholms skärgård som hemmabas. Utö köptes in som ett civilt fartyg och byggdes om till trängfartyg. Fartyget har tidigare hetat Smit Manila, Sea Ford och Seaforth Challenger. Fartyget byggdes om till det skicket hon var i när marinen tog över henne av Pan United Ltd i Singapore. Efter ombyggnaden modifierades hon i omgångar i Sverige, då främst på Muskö örlogsvarv. Den största ombyggnaden som gjordes i Sverige var bytet av huvudmotorer, de motorer som monterades var begagnade Hedemora dieselmotorer avsedda för ubåtar av Sjöormen-klass.
Huvuddelen av reservdelar och verkstäder för lagtjänsten var förlagda i tre stycken 20-fots containrar på halvdäck för att enkelt kunna bestyckas om till att stödja andra typer av förband även om hon under större delen av sin aktiva tid i flottan tjänstgjorde i Stockholm och i egenskap av lag och ledningsfartyg för minröjningsförbanden. Under ubåtsjakerna på 90-talet var HMS Utö en nyckeltillgång för ubåtsjaktsstyrkans underhåll. Med början 1994 deltog fartyget i många minröjningsoperationer (MCOP och OPEN SPIRIT) i de baltiska staterna och spelade en nyckelroll för att klara av den stundtals besvärliga logistiken i att förse deltagande minröjande enheter med brännolja, vatten, mat, transporter, kommunikation, ledning och tekniskt underhåll. 
Under en övning i området runt Västervik sommaren 2001 "studsade" hon över en grundsten (som ej fanns med på sjökortet). Botten blev bucklig. Efter inspektion belades hon med nyttjandeförbud. En lång process inleddes för att besluta om och var hon skulle repareras. Beckholmsvarvet lade en vettig offert och tidsplan. HKV beslutade dock att hon skulle repareras på Muskövarvet till varje pris. Då offert och tidsplan från Muskövarvet redovisades visade det sig att kostnaden och tiden på varv ej var acceptabel för HKV, varvid beslut togs att avveckla henne.[källa behövs]
I väntan på försäljning låg hon länge i Hammarbyhamnen, nära sin namne, tidigare kustminsveparen HMS Utö.
Fartyget är idag avfört och sålt. Nuvarande ägare är: "Maridive & Oil Services" och fartyget heter numera Zakher Moon. Under någon transfer kallades/hette fartyget en tid MOP 50.

## Registerinformation om skeppet
- Cochrane & Sons Hull 1548
- Seaforth Challenger 1973-05-03
- R/n Seaford 1977
- Smit Manila 1981
- R/n Uto MCM Support Ship 1989
- Zakher Moon 2003